# Eristalinus nili
Eristalinus nili är en tvåvingeart som först beskrevs av Camillo Rondani 1850.  Eristalinus nili ingår i släktet slamflugor, och familjen blomflugor.
Artens utbredningsområde är Egypten. Inga underarter finns listade i Catalogue of Life.